# 中国科学技术史
中国科学技术史，是一套以科学發展為主軸的中國史。中國科学史可與中國思想史結合在一起，相輔相成，是世界科学文化史的重要组成部分。中國科学萌芽於先秦時期，受到當時的哲學家中注重逻辑思辯、认识论及几何学研究的墨家，以及重視辯論的名家所啟蒙。漢代造紙術的普及提供了條件，使前人的科學思想知識及辯證，通過紙張保存了下来，後人得以前人的科學著作為藍本作改良，或通過辩证後推翻，形成一套經验主义科學傳統。至隋唐及宋朝時，中国的科学曾長时期高据世界领先地位。然而由于近代历史原因，許多古中國科學著作或失傳或流失海外，均不利於中國科学史的发掘整理。科學著作的失傳及流失，甚至令後世史家曾一度認為中國沒有科學。
现时可考证到的古中国科学著作，以及相关的古代著作数量庞大，涵盖科学数个主要分支：数学、医学、自然科学、建筑及工程学，又有其他次分支，包括农学、航海学、心理学、地图学及物候学等多个学科内容。系统化地记载了当时的科学知识及技术的发现及发明，包括了算术、草药应用、活字印刷、建筑及铸造术、机械构造法、观星导航术及地图制作。其中较为著名的中国科学著作有刘徽的数学著作《海岛算经》，記載了四次重差观测术的發明，领先世界一千余年；南北朝数学家祖冲之著有的《缀术》，准确估算圆周率，該書後來東传至朝鲜、日本；唐代王孝通的《缉古算经》；金朝数学家李冶的《测圆海镜》；元代数学家朱世杰的《四元玉鉴》；明代数学家王文素的《算学宝鉴》；数学家程大位的珠算理论著作《直指算法统宗》；数学家李之藻的《同文算指》；数学家朱载堉著有的《律吕精义》，发明了十二平均律。
医学方面有张仲景的医学临床著作《伤寒杂病论》；隋朝医学家巢元方的外科手术著作《诸病源候论》；明朝医药学家李时珍的《本草纲目》；明代医学家吴有性的温病学派著作《瘟疫论》，为中国最早有关传染病研究的著作。另外有明代茅元仪的军事书籍《武备志》，记载有当时的兵器发明；明代学者屠本畯又著成中国现存最早的海洋生物专著《闽中海错疏》；清代数学家李善兰发明了对数微积分，并在组合恒等式方面提出李善兰恒等式，发表了《考数根法》，是质数论方面最早的著作。隋朝时又兴博物学，出现为数不少的地方志（或称图志、图经）。著有《诸郡物产土俗记》、《区宇图志》与《诸州图经集》，风俗物产图《物产土俗记》及《区宇图志》，开中国编撰一统志之先河。朗蔚之采各地所上图经，纂成《隋诸州图经集》二百卷。裴矩写成《西域图记》，记载自敦煌通中亚诸国直至地中海的三条丝路。
中国科学及数学的传统造就了农业、纺织及手工业、铸造工业、商业及兵器的技术发展，并衍生出各种发明品。其中北宋沈括在《梦溪笔谈》中记载了指南針的制造方法，此外他還發現了真北的概念，改進了天文觀測用的日規、渾天儀、瞄準管和水鐘以及描述了如何使用乾船塢來修理船隻；設計出了一套地形學理論，以及區域氣候隨時間漸變的理論；沈括的同期的科學家蘇頌創製了星圖的天球圖集，寫過跟植物學、動物學、礦物學及冶金學相關的製藥專著，及於1088年在開封市建過一座大型天文鐘樓。為操作最高處的渾天儀，他的鐘樓配備了擒縱器裝置，這裝置世界已知最古老的環狀動力傳輸的鏈傳輸裝置。兵器方面有十四世纪末发明的热兵器“神火飞鸦”；十六世纪中叶发明的火箭“火龙出水”；1580年军事家戚继光发明的地雷“自犯钢轮火”。周代发明的筹算，促成了印度阿拉伯的数字体系，而中国的造纸、纺织等技术在751年的怛罗斯战役之后传入阿拉伯帝国，之后在十二世纪传入西班牙，到十三世纪传入意大利，到十四世纪初叶传遍整个欧洲。有关中国古代科学研究的证据，可见于汉代大司农耿寿昌发明的浑象；唐代天文学家僧一行对子午线长度的测量；明代数学家朱载堉发明的累黍定尺法，精确计算出北京的地理位置及地磁偏角，又计算出回归年长度和水银的比重，均是著名的经验主义科学研究例子。晋代医学家葛洪《抱朴子‧博喻》曰：“学而不思， 则疑阂实繁；讲而不精，则长惑丧功。”，道出了古代中国学者对辩证及实验重要性的认知。
至近代，中國科學漸見没落，經歷了一段再啟蒙時期，歐洲列强的科學傳統及成果傳到中國。在清末的洋务运动主张「中体西用」。以中国传统的思想、文化及制度为基礎，引进西方先进的科学技術，是为「中学为体，西学为用」。洋务运动的拥护者冯桂芬主張接受欧美思想为主的学术，提出「以中国之伦常名教为原本，辅以诸国富强之术」的主张。至廿一世纪，随着現代中国工业的快速发展和经济的迅速增长，中國科學才見起色。

## 先秦

### 數學
商代出現了十进位制，與古埃及的数字系统十进制不同。
周代又發明了籌算，能進行四則運算以及乘方，開方等較複雜運算，並可以表示與計算零、負數和分數。中国数学史学者蓝丽蓉認為，籌算促成了阿拉伯數字體系。創造九因歌，為世界上最簡便的乘法表，直到今日還在使用。

#### 早期密码学
周代兵书《六韬·龙韬》记载了密码学的运用，其中的《阴符》和《阴书》便记载了周武王问姜子牙关于征战时与主将通信的方式。阴符是以八等长度的符来表达不同的消息和指令，可算是密码学中的替代法，把信息转变成敌人看不懂的符号。至于阴书则运用了移位法，把书一分为三，分三人传递，要把三份书重新拼合才能获得还原的信息。

### 物理學與天文學
「物理」一词最早出现於战国时期佚书《鹖冠子·王𫓧篇》，这里「物理」指的是一切事物之道理。中国關於物理的論述，約始於公元前460年-380年，戰國思想家墨子做了歷史上最早的小孔成像实验，以了解光的传播特性。又提出了关于「端」的论述，指出「端」是不占有空间的，是物体不可再细分的最小单元，至于后期墨家认为物质世界是由微小的不可再分割的物质粒子所构成。這與公元前五世纪，古希腊哲学家留基伯提出的原子论有吻合之處。战国哲学家名家惠施、邓析和公孙龙，與墨子一樣，曾努力钻研宇宙间万物构成的原因。惠施有十个命题，主要是对自然界的分析，其中有些含有辩证的元素。名家的思想合同异以惠施为代表，认为「天与地卑，山与泽平」，万物「毕异」本为「毕同」，并无区别。《墨子·经上》说：“中，同长也。”而惠施反驳说：“我知天下之中央，燕之北，越之南是也。”因为空间无边无际，到处都可以成为中心。然而惠施的著作没有能够流传下来，他的哲学思想只有通过其他人的转述而为后人所知，《庄子》、《荀子》、《韩非子》及《吕氏春秋》等书中也有对他言论的记载。
墨子企图用更系统更严密的语言来描述他所观察的宇宙，著成《墨经》。《墨经》分《经上》、《经下》、《经上说》、《经下说》四篇。《经上》大都是原理、定义、界说；《经下》则建立论题并论证；《经说》则是对《经》的解释与阐述。先秦時期，思想家庄子为了证明他的虚无主义，提出：「一尺之棰，日取其半，万世不竭。」的哲学悖论，類似於亚里士多德《物理学》一书中的芝诺悖论。墨子解决了庄子的悖论。他设想有一条线甲乙，从甲端向乙端前进，进到全长一半丙點，则斫去，剩余乙丙是全长的一半。再如前法取乙丙一半，剩为全长四分之一。如此取至无穷多次，最后必将到达线的最前端乙。这正是数学上的极限逼近原理。直到1655年英国的瓦里斯出版《无穷算术》，才有「极限」概念的正确解释。《墨经》包含大量力学与机械设计原理。他在《经上》中明确提出，力是物体加速运动的原因，即“力，刑之所以奋也”。更进一步，他在《经上说》中指出，力与重力等效，即“力，重之谓”。纠正了流传已久的谬误：把重力与重量混淆。他这种论断与近两千年后伽俐略、牛顿的理论极为接近。

#### 時空觀
在《墨经》中，空间是一个与时间密不可分的概念，墨子认为“宇”即“域徙”，即物体运动的区域。沒有像牛顿那樣，存在一个绝对静止的时空的误解。两千多年后，爱因斯坦的狭义相对论中認同，空间和时间并不相互独立，而是一个统一的四维时空整体，为这一直觉的朴素时空观添上了完美的注脚。而事实上，戰國末年的尸佼對宇宙已有一個明確的定義∶「四方上下曰宇，往古來今曰宙」（《尸子》），「宇」就是包括東西南北四方和上下六合的三維空間，而「宙」就是包括過去現在和未來的一維時間。

#### 蓋天說
西周时期出现一種宇宙學説—盖天说，当时认为天尊地卑，天圆地方，认为“天圆如张盖，地方如棋局”，穹隆状的天覆盖在呈正方形的平直大地上。后来在发展出几种不同的见解。由于圆盖形的天与正方形的大地边缘无法吻合，于是又有人提出，天并不与地相接，而是像一把大伞一样高高悬在大地之上，地的周边有八根柱子支撑着，天和地的形状犹如一座顶部为圆穹形的凉亭。共工怒触不周山和女娲补天的神话正是以此为依据的。到战国时期，对上述的盖天说开始发生怀疑，于是修改成“天似盖笠，地法覆槃”，就是说天好像斗笠那样是圆形的，地像是覆盖着倒放的盘子那样，并且认为北极位于天穹的中央，日月星辰绕之旋转不息。
漢代的浑天说可在战国时期找到其源頭，屈原《天问》：“圜则九重，孰营度之？”这里的“圜”有的注家认为就是天球的意思。而《庄子·逍遥游》：“天之苍苍其正色邪？其远而无所至极邪？”就用提问的方式表述了自己对宇宙无限的猜测。也是战国时代，道家中的宋钘和尹文一派就提出了朴素的元气学说，把宇宙万事万物的本原归结为“气”。这“气”,可以上为日、月、星辰，下为山、川、草、木。同时，名家的惠施又提出了「至大无外，谓之大一；至小无内，谓之小一」的朴素的无限大和无限小概念。这就为漢代的宣夜说的宇宙无限观念奠定了基础。

#### 天文觀測
公元前2137年，《書經》是世界歷史上最早記录日食。約公元前2000年，中国天文学家測定木星繞天一周的周期為12年。公元前14世纪，商代甲骨文中已有日食和月食的詳細記录，以及世界最早的日珥記录。公元前687年有四月天琴座流星雨的最早记录。
此外，中国在该時期出现了世界上最早的星表，首次测量了回归年的长度。
公元前28年中国《汉书·五行志》，記載有世界最早的太阳黑子可靠记录。而中国更早有關太阳黑子的描述，有公元前约一百四十年成书的《淮南子》，说：「日中有踆乌。」。公元前165年的一次记载中说：「日中有王字。」。战国时期的一次记录描述为「日中有立人之像」。更早的观察和记录，可以上溯到三千多年前，甲骨文中有关太阳黑子的记载。从公元前二十八年到明代末年的一千六百多年当中，中国共有一百多次可靠的太阳黑子记录，这些记录不仅有确切日期，而且对黑子的形状、大小、位置乃至分裂、变化等，也都有很详细和认真的描述。
先秦时期，中国天文学家就已经观测到彗星的不同形态，不仅画出了三尾彗、四尾彗，还窥视到今天用大望远镜也很难见到的彗核。

### 生物学與物候学

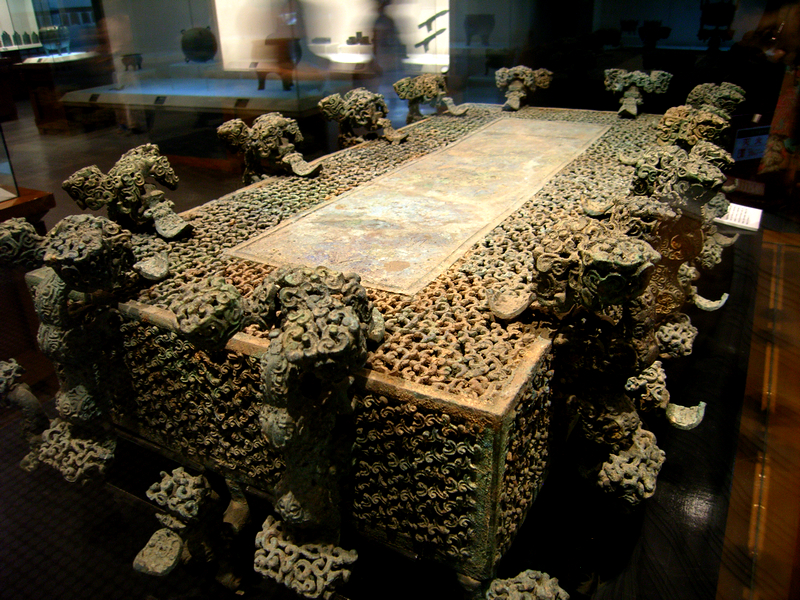
使用失蠟法鑄造的云纹铜禁 河南博物院館藏

《尚书·尧典》记载尧时人们已观察到鸟兽在不同季节中的交尾、繁殖、脱羽、换毛等生理变化。
農事曆書《夏小正》成書，为中国现存最早的生物科学文献，书中除二月、十一与十二月外，每月记载其季节的星象（主要是拱极星象与黄道星象）以供务农用，另外亦有记载当月植物之生长形态、动物之活动习性与祭祀，为物候学之重要典籍。大约成书于春秋中叶的《诗经》，记有黄河流域中、下游和长江以北地区的植物约130种,动物约90种。在《诗经》和《周礼》中载有一些动植物形态和生境以及动、植物的分布等知识。
战国晚期，荀子在墨家后學逻辑的基础上，提出制定名称或概念的目的是在于「明贵贱」、「辨同异」。把名分为“共名”和“别名”两类；“共名”之上还有“共名”，“别名”之下还有“别名”。他运用这种逻辑分类法，按照事物本身的自然属性，把自然分为有生命的和无生命的；有生命的又分为无感知的和有感知的；有感知的又分为有思想的和无思想的。

#### 甲骨文中的解剖學
商代解剖动物和人体是在祭祀杀牲和刑戮等活动中进行的。卜辞中有“傠牲”、“傠羌”、“傠人”的记载。学者研究“傝”字有剖腹支解之意，即解剖其腹肠，又解其肢体。甲骨文「嘰」字，其形似头壳，中间的“+”示颅骨缝间有相连的纹理。心脏的象形字，中间的两点象血，显示心脏有藏血的功能。甲骨文的「兎」字（骨）写作Z中间的“丿”示骨干，两端的“八”示骨骺等等。这些都在一定程度上反映了当时人们对解剖和生理方面的认识。

#### 解剖學的系统化、血液循环的概念
医书《黄帝内经》首先开始正式记载人体解剖，强调解剖测量。“解剖”"两字最先在《灵抠·经水篇》中出现，“若夫八尺之土，皮肉在此，外可度量切循而得之，其死可解剖而视之。其脏之坚脆，腑之大小，谷之多少，脉之长短，血之清浊，气之多少……皆有大数。”二千多年前的中国医人，开创了解剖尸体的先例。《内经》中的《肠胃篇》、《经筋篇》、《骨度篇》、《脉度篇》等，都是记述解剖学的专章。其中对人体骨胳、部位、臟腑、血管等，均有长度、重量、体积、容量的详细记载。书中一些解剖学的名称，主要脏腑的命名，到现代还在运用。
《内经》中的《灵枢·肠胃篇》，叙述了消化道中各个器官：「唇至齿长九分，口广二寸半，齿以后至会厌，深三寸半，大容五合；舌重十两，长七寸，广二寸半；咽门重十两，广一寸半；至胃长一尺六寸，胃纤曲屈，伸之，长二尺六寸，大一尺五寸，径五寸，大容三斗五升。」。这里说明古人已注意到口、唇、齿也是消化道的重要部分。同时，该书对胃肠道的形状，描绘得也十分细致。小肠(指十二指肠和空肠)后附脊，左环回迭积，其注于回肠者，外附于脐上，回运环十六曲，大二寸半，径八分分之少半，长三丈三尺。回肠(其中包括结肠上段)当脐左环，回周叶积而下，回运环反十六曲，大四寸，径一寸寸之少半，长二丈一尺。广肠传脊(指乙状结肠和直肠)，以受回肠，左环叶脊上下，辟大八寸，径二寸寸之大半，长二尺八寸。肠胃所入至所出，长六丈四寸四分，回曲环反，三十二曲也。”书中消化道长度的记载，和近代解剖学的记载，基本一致的。
古人对血液与心脏的关系已有所认识，「诸血者，皆属于心」指出血液是受心臟控制的。「营周不休，五十而复大会。阴阳相贯，如环无端。」这段记载表明当时人们已意识到血液的流动是周而复始，如环之无端。事实上已经包含有血液循环的概念。

#### 先秦生命观
春秋以前，存在着天賦说、化生说及阴阳五行说等幾种截然不同的生命观。天賦说认为生命是天神赐予的。如《诗经·生民》：「诞降嘉种，维秬维秠，维穈维芑。」。《商颂》也说：「天命玄鸟，降而生商。」。《国语·周语》：「我姬氏出自天鼋」，即周代的祖先也是由「天鼋」产生的。另一种是「化生说」或「自然发生说」，认为生物是由另一种生物变化来的。《夏小正》有「鹰则为鸠」、「田鼠化为𫛪」等记载，认为鸠由鹰转化而来，𫛪是田鼠变成的。西周末年，史伯在原始的「五行说」的基础上提出「以土与金木水火杂，以成百物」，认为这五种不同性质的物质的相互作用就能产生出包括生命在内的万物。稍晚，春秋时期的管仲及其后学则认为『「水」是万物之本原，诸生之宗室也』，水是产生万物（包括生命）的物质基础。与史伯几乎同时的伯阳父，也在原始的「阴阳说」的基础上提出「气」和「阴阳」的概念，认为阴、阳二气的对立而产生自然变异现象。
荀子曾概括地指出，“形具而神生”。认为形（有机体）是神(生理功能和精神活动)的物质基础，他把人体结构与生理功能和精神活动联系起来视为统一的整体。

### 科技
西周晚期，出現了冶鐵術，铁器被广泛使用，同时还出现了煉钢术。先秦時期，已懂得使用失蠟法鑄造青銅器：失蠟法在中國的歷史要追溯到春秋戰國時期，最早採用失蠟法鑄造的青銅器是楚共王熊審盂，曾侯乙墓也曾經出土了青銅尊盤。战国时出现大规模的水利工程，包括了都江堰、郑国渠等。

## 秦汉三国

### 天文學與数学

#### 盖天说数学模型的提出

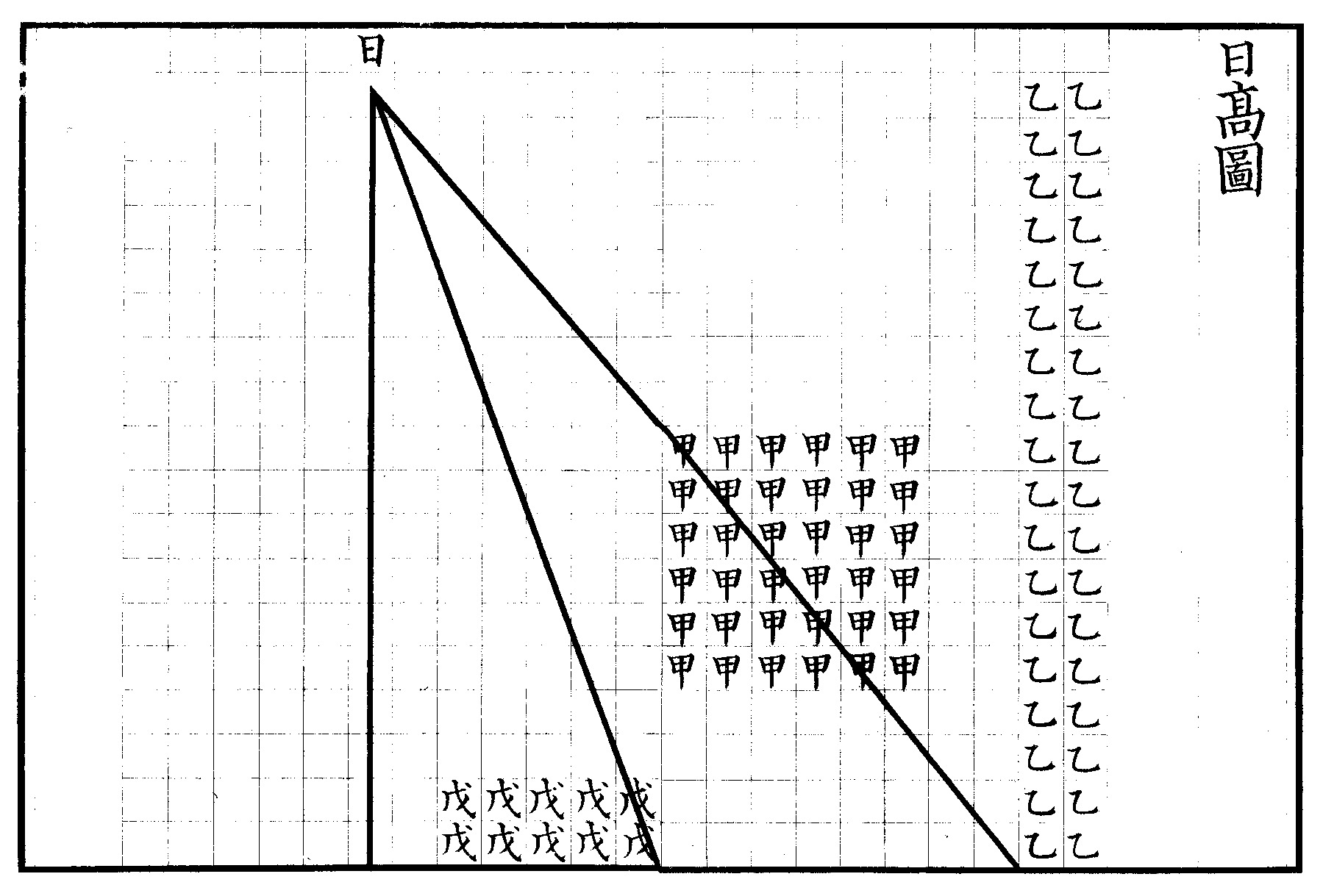
四庫全書《周髀算经》日高圖

到了西汉，西周时期的盖天说仍然流行。当时成书的《周髀算经》就是盖天说的代表作，以数学模型支撑该學说，然而该模型建基在錯误的「日影千里差一寸」上，即八尺之表的日影在子午线方向上千里会差一寸。直到唐代天文学家僧一行通过实驗後才證明「千里差一寸」是错误的。盖天说通常把日月星辰的出没解释为它们运行时远近距离变化所致，离远了就看不见，离近了就看见它们照耀。这种解释比较牵强。後來盖天说被越来越多的天文观测事实所否定。

#### 渾天说
西汉的哲学家扬雄提出了难盖天八事，對盖天说提出質疑，並提到了「浑天」这个词，这是现今所知，渾天说的最早的记载。他在《法言·重黎》篇里说：「或问浑天。曰：落下闳营之，鲜于妄人度之，耿中丞象之。」。这里的「浑天」是浑天仪，实即浑仪的意思。扬雄是在和《问天》对照的情况下来说这段话的。由此可见，落下闳时已有浑天说及其观庖瞧鳌。浑天说最初认为：地球不是孤零零地悬在空中的，而是浮在水上；后来又有发展，认为地球浮在气中，因此有可能回旋浮动，这就是“地有四游”的朴素地动说的先河。浑天说认为全天恒星都布于一个“天球”上，而日月五星则附丽于“天球”上运行，这与现代天文学的天球概念十分接近。因而浑天说采用球面坐标系，如赤道坐标系，来量度天体的位置，计量天体的运动。在古代，例如，对于恒星的昏旦中天，日月五星的顺逆去留，都采用浑天说体系来描述，所以，浑天说不只是一种宇宙学说，而且是一种观测和测量天体视运动的计算体系，类似现代的球面天文學。东汉的天文学家张衡主张浑天说，並對其加以補充，他在《浑天仪注》中指出天是一个圆球，而不是盖天说中的半圆，地球在天之中类似于鸡蛋黄在鸡蛋内部。《渾天儀圖注》：渾天如雞子。天體圓如彈丸，地如雞中黃，孤居於內，天大而地小。天表里有水。天之包地，猶殼之裹黃。。渾天说與盖天说这两种模型一致认为恒星随天一起左旋，而对于日、月以及金、木、水、火、土五星，则有左旋和右旋之争。
三國時學者王蕃《渾天象說》：天地之體狀如鳥卵，天包於地外，猶卵之裹黃，周旋無端，其形渾渾然，故曰渾天。其術以為天半覆地上，半在地下，其南北極持其兩端，其天與日月星宿斜而迴轉。後世認為這是中國古代有地圓學說的有力文獻。

#### 宣夜假说
渾天说彌補了盖天说宇宙模型的不足，然而盖天说和浑天说都有不少漏洞。日月星辰的运动都各有不同，有快有慢，全不像附在同一个东西上运动，所以就产生了另一种有关天地结构的新學说—宣夜说。宣夜说最早在战国时已出現，但要到漢代才被明確提出。东汉秘书郎郄萌提到宣夜说，今见载于《晋书·天文志》和《隋书·天文志》，设想宇宙是无限的，天体飘浮在虚空之中，互相远离，受「气」的推动而运行，进退不一。不论是中国古代的盖天说还是浑天说，无不把天看作一个坚硬的球壳，星都固定在这个球壳上。宣夜说否定这种看法，不认为天有某种形状，没有「天球」的想法，是中国古代一种朴素的无限宇宙观念。

##### 宣夜说中的「气」
宣夜说认为宇宙是无限的，宇宙中充满着气体，所有天体都在气体中漂浮运动。星辰日月的运动规律是由它们各自的特性所决定的，决没有坚硬的天球或是什么本轮、均轮来束缚它们。宣夜说承认天是没有形质的，天体各有自己的运动规律，宇宙是无限的空间。後來的宣夜说學者将其进一步发展为天体是由气体组成的，只不过是某種发光的气。《列子·天瑞篇》所说：「日月星宿亦积气中之有光耀者。」。三国时代宣夜说学者杨泉又进一步说:「夫天,元气也,皓然而已,无他物焉。」。他认为银河也是气，并从中生出恒星来。他说：「气发而升，精华上浮，宛转随流，名之曰天河,一曰云汉,众星出焉。」（《物理论》）。在思辨性的自然哲学中，这种猜测是十分精辟独到的。然而作为一个宇宙结构体系，宣夜说没有提出自己独立的对于天体坐标及其运动的量度方法。它的数据借自浑天说，使它只能停留在思辩的假说。

#### 天文觀測
《史记·秦始皇本纪》记载的秦始皇七年（公元前240年）的彗星，被公认为是世界上最早的哈雷彗星记录。从那时起到1986年，哈雷彗星共回归了三十次。天文学家张钰哲在晚年考证了《淮南子·兵略训》中「武王伐纣，东面而迎岁，......彗星出而授殷人其柄」这段文字，认为当时出现的这颗彗星也是哈雷彗星。他计算了近四千年哈雷彗星的轨道，并从其他相互印证的史料中肯定了武王伐纣的确切年代应为公元前1056年。如屬實，將會把哈雷彗星的最早记录再往前推八百多年。
在三国时代，编制了包括283个星座1465颗恒星的星表。公元前32年有极光的记录、公元134年有超新星的记录。
1973年，马王堆汉墓帛书《天文气象杂占》在湖南长沙出土，图上除彗星之外，还绘有云、气、月掩星和恒星，是迄今发现的世界上最古老的彗星图。
流传有数学著作《九章算术》。

### 醫學、生物学
张仲景著有醫學临床著作《伤寒杂病论》。秦漢時又流傳醫药学专著《神农本草经》。

#### 生物演化論與物竞論
汉代刘安在庄子“物固相累，二类相召”的概念上，指出动物间「喜而相戏，怒而相害」的互助、竞争行为是「天之性也」（《淮南子·兵略训》）。刘安还把生物因生活条件的改变而导致枯槁、死亡和变异等现象，归因于环境（“势居不可移”）和遗传(“形性不可易”)。

#### 生物学元氣説
西漢學者刘安提出了生物“同出于一（气），所为各异：有鸟、有鱼、有兽,谓之分物。方以类别,物以群分。性命不同，皆形于有。隔而不通，分而为万物。莫能反宗”（《淮南子·诠言训》）這樣一个朴素的生物演化論。他还描绘了一幅生物变化的图式，认为这些不同类别的生物在其演变进程中“肖形而蕃”(《坠形训》),“由本至末,莫不有序”(《兵略训》)。东汉哲学家王充在刘安論述的基礎上，提出「元气说」,认为「元气」是构成天地万物的最基本元素。

### 曆法與科技
汉代《太初历》第一次计算了日月蚀发生以及行星会合的周期，此曆共实行了188年。蔡伦改良了古纸灞桥纸，制成了世界第一種書寫用紙「蔡侯纸」。技术改良降低了造纸成本，令到纸的使用普及。張衡發明了候風地動儀，是世界上最早的地震儀。《漢书·艺文志》记载了《海中星占验》、《海中五星经杂事》、《海中五星杂事》、《海中五星顺逆》、《海中二十八宿国分》、《海中二十八宿臣分》、《海中日月慧虹杂占》等海上观星导航术。

## 魏晉南北朝

### 生物學與醫學
东晋葛洪《肘后备急方》记载沙虱的形状“正如疥虫， 著火上映光方见行动”。晋代的《南方草木状》也记述了当时岭南地区即今广东、广西和越南北部等地的植物80种，分为草、木、竹3类。南朝梁代陶弘景(456～536)的《本草经集注》，将药用动、植物分为草木、果、菜、米实、虫、兽等类。
北魏农学家贾思勰寫成《齊民要術》，系統化地記錄中國當時的農業知識及技術，是中国现存最早的农业百科全书。《齐民要术》在述及选优汰劣时，不仅注意到母畜孕期及仔畜出生时的生活条件，还注意到亲代和子代的遗传关系，“母长则受驹，父大则子壮”。此外，该书还描述了马与驴杂交产生的骡子“形容壮大，弥复胜马”的杂种优势现象。
陶弘景著成《神农本草经集注》。

### 数学

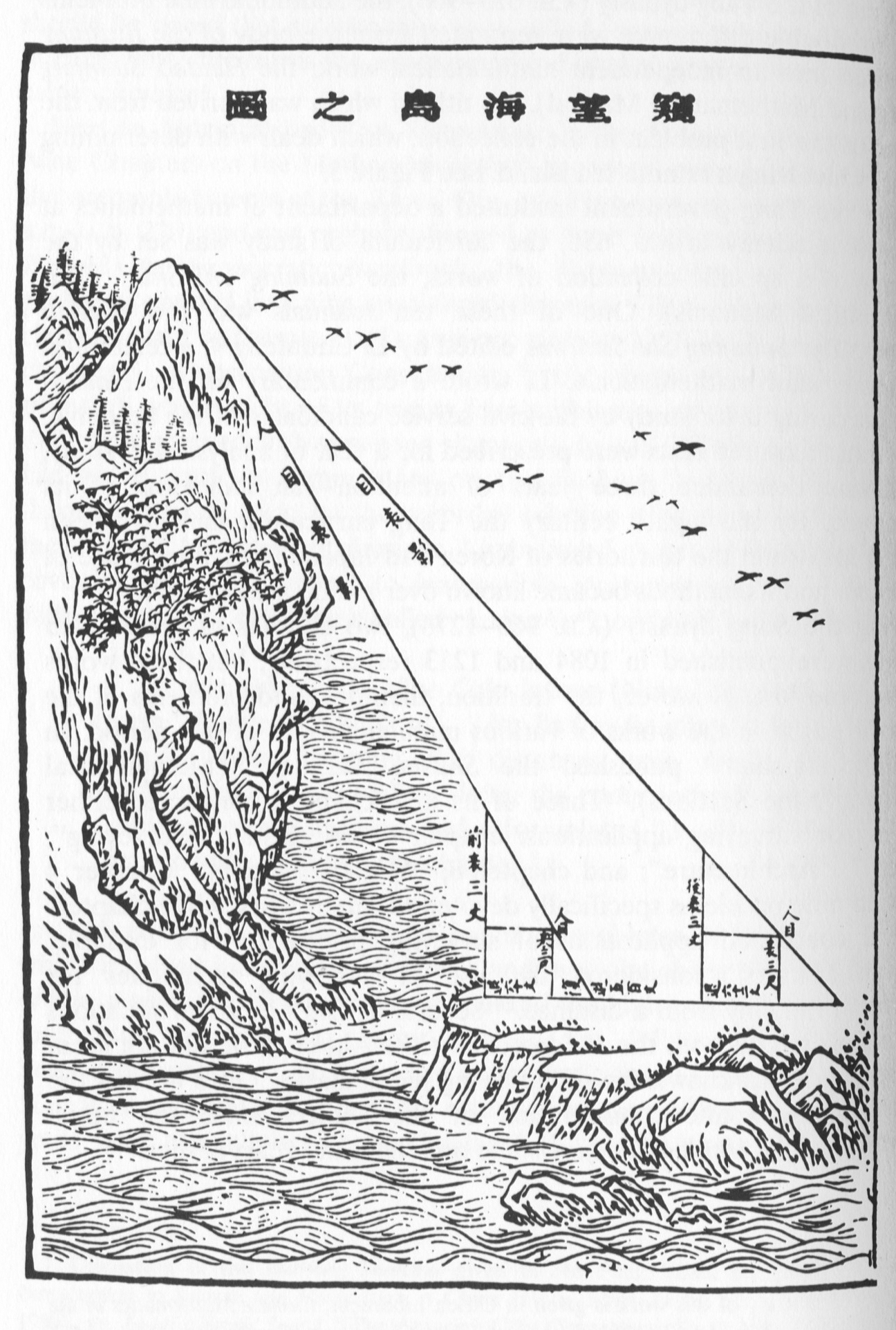
古今图书集成《海岛算经》

魏晉南北朝時期，出現了刘徽、祖冲之及张子信等数学家。刘徽發明了四次重差观测术，記載於《海岛算经》，該技術领先世界一千余年。祖冲之準確估算圆周率，领先世界一千年。

### 天文學
浑天说提出后，并未能立即取代盖天说，而是两家各执一端，争论不休。晋朝天文学家虞耸提出穹天论，就是在已備受質疑的盖天说基础上发展起来的一种学说。虞耸著有《穹天论》说：「天形如穹窿，如鸡子幕，其周际接四海之表，浮乎元气之上，譬如复奁以抑水而不没者，气充其中故也。」。南北朝时还出现了浑盖合一说，亦是沿袭自盖天说。到了唐代，天文学家僧一行通过實驗才彻底否定了盖天说。

### 地图學
西晋政治家裴秀是中國地图學的先驅，他著有中国最早有记载的地图集《禹贡地域图》，首次提出了「制图六体」，成為了中國地图學的基础。

### 科技與發明
三国時发明家马钧在机械制造方面亦有成就。后赵时工程学家解飞和魏猛变發明了世界上最早的车磨。

## 隋唐

### 天文學與數學

#### 否定蓋天說

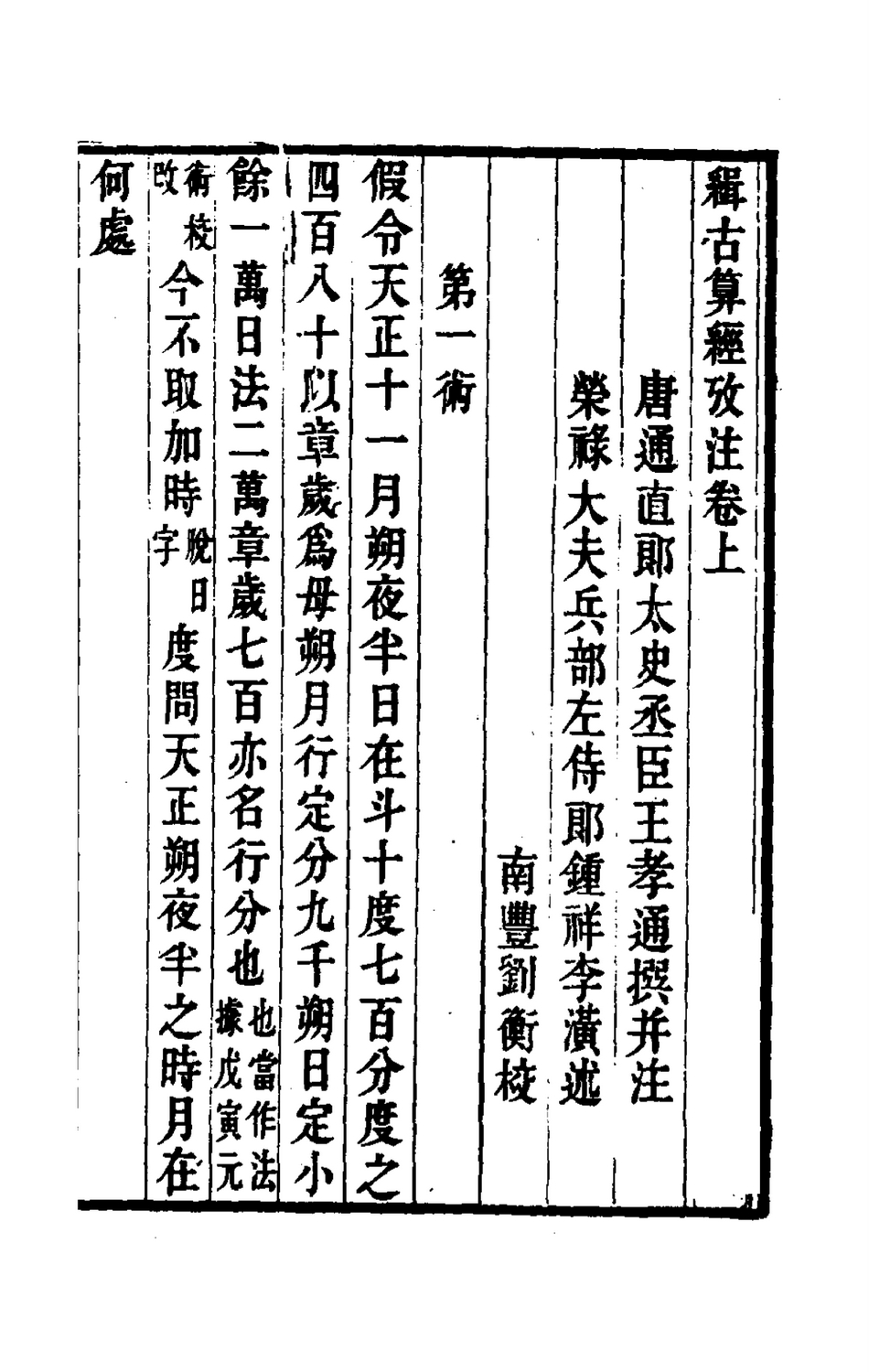
四库全书《缉古算经》

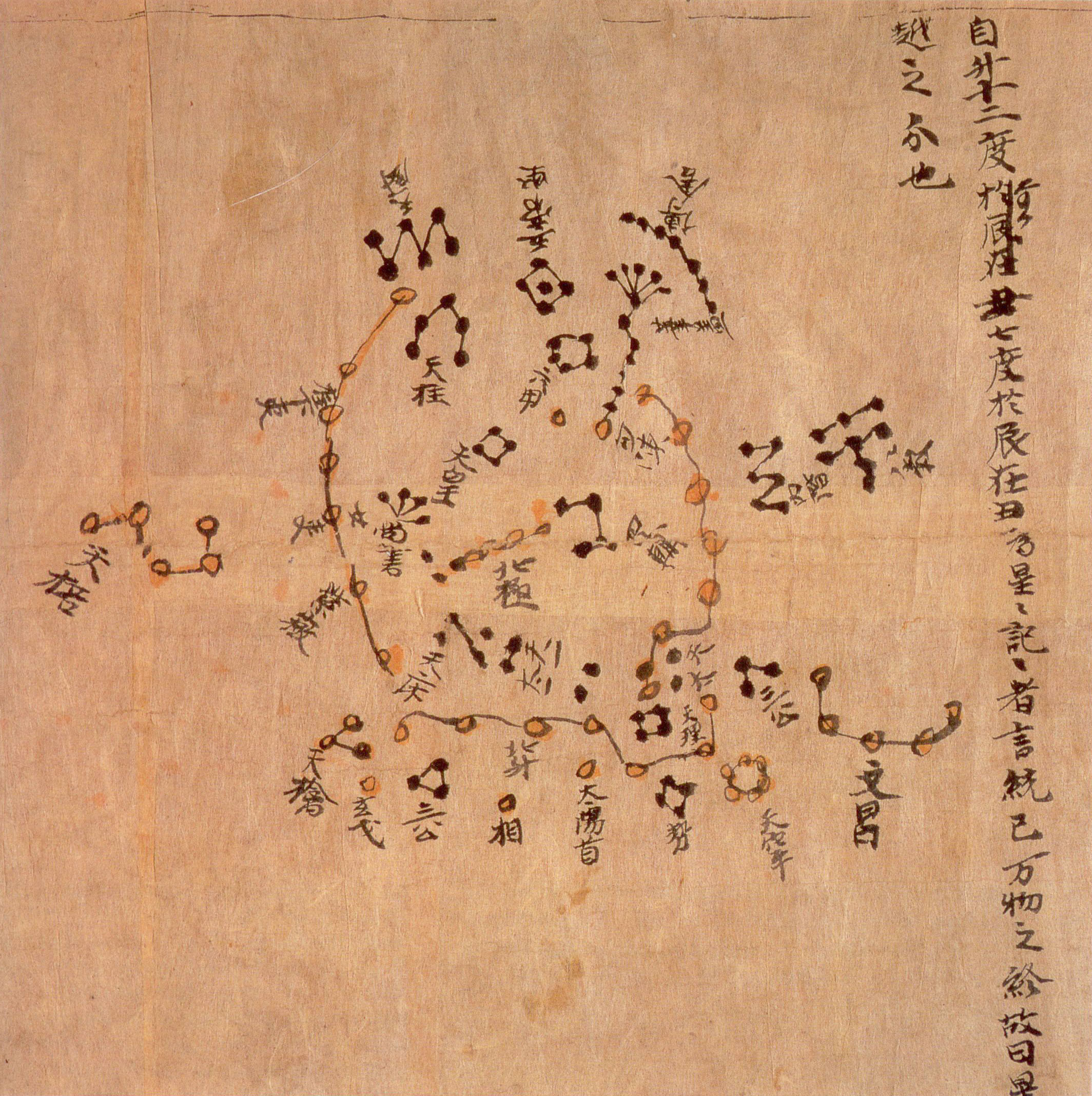
敦煌星图是迄今为止存留的最古老的星图。

唐代天文學家僧一行用圭表首次实测子午线一度之长，证明西漢《周髀算经》中的「日影千里差一寸」是错误的，徹底推翻了盖天说。惟他仍然支持存在漏洞的渾天說，還與天文仪器制造家梁令瓚合作，製成水運渾天銅儀。唐中宗时期（公元705-710年）绘制了敦煌星图，是迄今为止存留的最古老的星图，绘制了当时对恒星的观测。数学家王孝通《缉古算经》在世界上第一次创立三元方程，对中国的代数学发展有重要意义。

### 醫學
隋朝的臨床醫學開始分科，大醫署分為醫學、藥學兩科；而醫學又分為医、针、按摩、咒禁四科；其中醫科又分成體療、少小、疮肿、耳目口齒與角法等五個專業。隋朝醫學家以巢元方最為著名，他撰有《諸病源候論》。這是中國第一部詳細論述疾病分類和病因、病理的著作。書中記有用腸吻合手術治療外傷斷腸。隋炀帝於大业時期敕编《四海类聚方》，全书共2600卷，专述理论，與《諸病源候論》相辅相成。
唐代孫思邈著有醫書《千金要方》和《千金翼方》。
唐代柳宗元、刘禹锡不僅坚持王充的「元气说」,认为元气是构成天地万物的物质原料，还提出了万物的运动变化均由自身的「自动自休，自峙自流」(即内在的矛盾运动)所致。

### 曆法
隋朝曆法比前朝更加精密。600年劉焯借由北朝張子信的數據，測定歲差為76年差一度，已接近準確值。604年劉焯制定出《皇極歷》，推日行盈縮，黃道月道損益，日月食多少及所在所起，都比以前諸歷精密，而且提出「等間距二次內插法」的公式。《皇極曆》比过去的历法准确，雖然被排斥不得施行，但對後世曆學提供了新標準。定朔法、定氣法也是劉焯的創見。

### 博物學
隋廷提倡博物學，在當時出現大量地方志（或稱圖志、圖經）。隋廷明令全國各地推行方志編寫，最後著有《諸郡物產土俗記》、《區宇圖志》與《諸州圖經集》。隋炀帝又詔天下諸郡上風俗物產地圖，據以編成《物產土俗記》及《區宇圖志》，開中國編撰一統志之先河。朗蔚之採各地所上图经而纂成《隋诸州图经集》二百卷。裴矩於大业時期在張掖掌管互市，從書傳及西域商人的言論中，搜集西域山川、姓氏、風土、服章、物產等資料而寫成《西域圖記》。這本書還記載自敦煌通中亞諸國直至地中海的三條絲路。

### 建築學與科技
建築學方面，有名的有李春、宇文愷與何稠。610年李春於現今河北省寧晉縣洨河建造安濟橋，安濟橋是目前世界最古老的现存完好的大跨度单孔敞肩坦弧石拱桥，圆弧拱的跨度大，圆弧拱仍然够高，水上船只来往通过非常方便。安濟橋橋拱不是使用半圆拱，而是使用跨度大、扁平率低的单孔1/4圆拱桥梁结构，是中國建筑史的重大成就之一。另外四個小橋洞節約石料二百多立方米，又減少橋身五分之一的重量，讓橋基部分的負擔大大減輕。同時可以起分洪緩衝的作用，減輕洪流對橋身的衝擊力量。宇文愷曾為隋煬帝造觀風行殿，殿下置輪軸，離合便利，可以分開行動，也可以合成一個容納數百人的大殿。何稠為隋煬帝造六合城。在攻城時，一夜間可以合成一座周圍八里、高十仞的大城，城上能列甲士，立旗仗。另外何稠能用綠瓷製玻璃，與真玻璃無異。
868年，中國《金剛經》的印製是世界上已知最早的雕版印刷。中國的造紙、紡織等技術在751年的怛罗斯战役之中传入阿拉伯帝国，之后在12世纪传入西班牙，到13世纪传入意大利，到14世纪初叶传遍整个欧洲。

## 宋辽金夏

### 自然科学
宋代理学兴盛，对规律探求的重视是宋人的特色，无论对哲学、政治、诗歌、艺术以及自然事物都如此。南宋理学家朱熹在解释雪花何以呈六角形时将雪花与太阴玄精石的比较，预示了后来播云技术的发展。朱熹也是世界歷史上第一个辨认出化石的人。
宋代杜绾推测鱼类化石之成因，提出那是由于“古之陂泽……因山颓塞，岁久土凝为石”所致，沈括则在颜真卿的海陆变迁说的基础上，推断了延州、泽州的古气候，以及延州、婺州金华山的古代动、植物的地理分布状况。

### 醫學
宋代医学分科由唐代的四科到宋代的九科再发展到元代的十三科。宋慈所著的《洗冤录》是世界上最早法医专著。
北宋嘉祐年间苏颂编撰《本草图经》，刊行于1061年，共20卷，目录1卷。载有常用单方千余首。附有九百多幅药图，是中国现存最早的版刻本草图谱。宋代医药学家唐慎微依据《嘉𧙗补注本草》和《本草图经》两书，再参考其他248部医书，著成《大观经史证类备急本草》，1083年刊行第一版，1090刊行第二版；在政和六年（1116年）刊印第三版：《政和新修经史证类备用本草》，后世统称两者为《证类本草》，又名《大观本草》，成為明代医药学家李時珍著《本草纲目》的蓝本。《证类本草》共32卷，60万字，共列载了1558种药物，包括476种新增药物。此书又开创了方药对照的新形式，收集了不少方剂，供临床药物應用。該书在12世纪传入日本，14世纪传入朝鲜。

#### 人体解剖学
到了北宋时期，先后产生了两部人体解剖学图谱——《欧希范五脏图》和《存真图》。《欧希范五脏图》完成于北宋庆历年间（1041－1048），当时广西地方政府处死了欧希范等56名反叛者，令宜州推官吴简解剖死者的胸腹，经仔细观察鉴别后，由画工宋景描绘成图，名之为《欧希范五脏图》。原图虽早已亡佚，但这一史实在当时及稍后的许多史志及笔记文集中都有记载，尤其在后来的《存真图》中，对这次解剖活动记载甚详。《欧希范五脏图》主要反映了人体内脏的解剖情况，如“肺之下有心、肝、胆、脾，胃之下有小肠，小肠之下有大肠。小肠皆晶莹无物，大肠则为滓秽。大肠之旁则有膀胱”；“肾则有一在肝之右微下，一在脾之左微上，脾则有在心之右”；“其中黄漫者，脂也”。就现有的文献看，吴简对胸腹内脏器官的解剖位置与相互关系的描述，还是较为准确的，也比前人有很大进步。如他实际上已经注意到右肾比左肾的位置略低，这是一个了不起的发现；他还明确指出脾在心之左，也从形态学上纠正了《内经》中左肝右脾的错误认识。而且，图中还注意到“多病嗽，则肺且胆黑”、“少得目疾，肝中有白点”等病理解剖现象。不过，由于历史条件所限，吴简的论述中仍然存在一些错误的认识，如认为“喉中有窍三，一食、一水、一气”；心脏有的无窍，肝脏片数不同等，这些可能是观察上有所偏差所致。

### 數學
宋代数学著作改进了算法，以及發展出抽象数学。有高次方程的近似解法、多元一次方程组的解法、高阶等差级数、同余方程组解法等。1248年，金朝数学家李冶著《测圆海镜》，系统地发展了天元术，并将复杂的几何问题代数化。
宋代曾公亮、丁度等编撰《武经总要》中，记载了字验加密法。北宋前期，軍事上會使用密本体制，用一首五言律诗的四十个汉字，分别代表四十种情况。

### 科技與發明
中国四大发明中，指南针、火药、活字印刷术三大发明都出现于北宋。宋代又有人尝试發明眼镜，用天然水晶的折射来纠正视力。在纺织业上，元黄道婆由崖州（今海南岛）引进黎族的棉纺织技术再加以改良，提高旧的棉纺织效率与产量，棉布从此成为汉人最主要的衣着布料。
1044年，北宋曾公亮著军事著作《武经总要》。北宋李诫于1100年寫成建筑学著作《营造法式》。北宋1092年由苏颂、韩公廉制成的水运仪象台集浑仪、浑象、圭表、计时与报时为一体，实物高十二米，宽七米，《新仪象法要》記載了这部仪器的構造。2012年8月国际天文联合会大会在北京召开期间，由中科院自然科学史研究所与清华大学等单位复原的模型（原物的1/3）在北京国家会议中心展出。
北宋科学家沈括著百科全书《梦溪笔谈》。

## 元代

### 数学

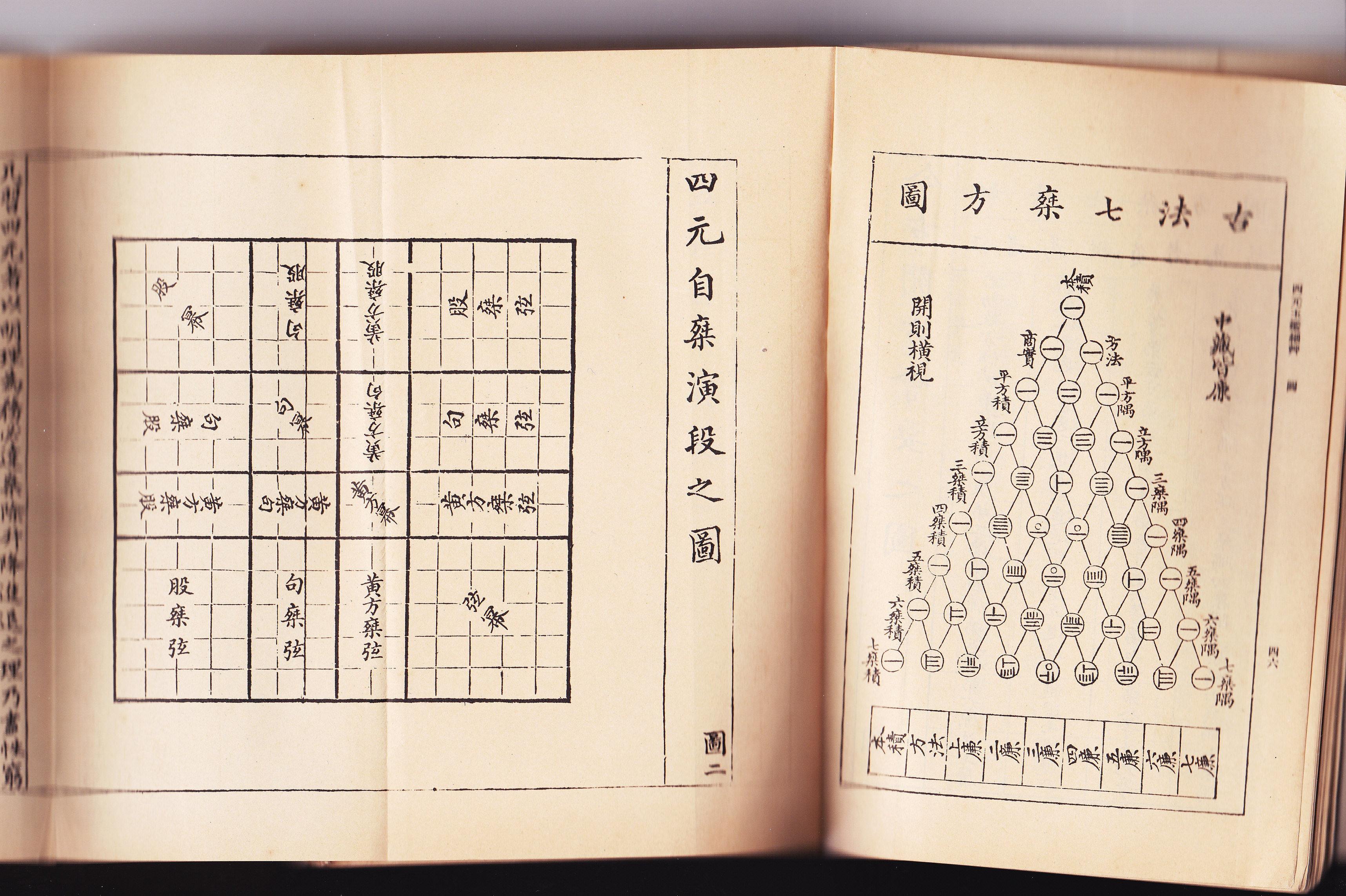
《四元玉鉴》书影

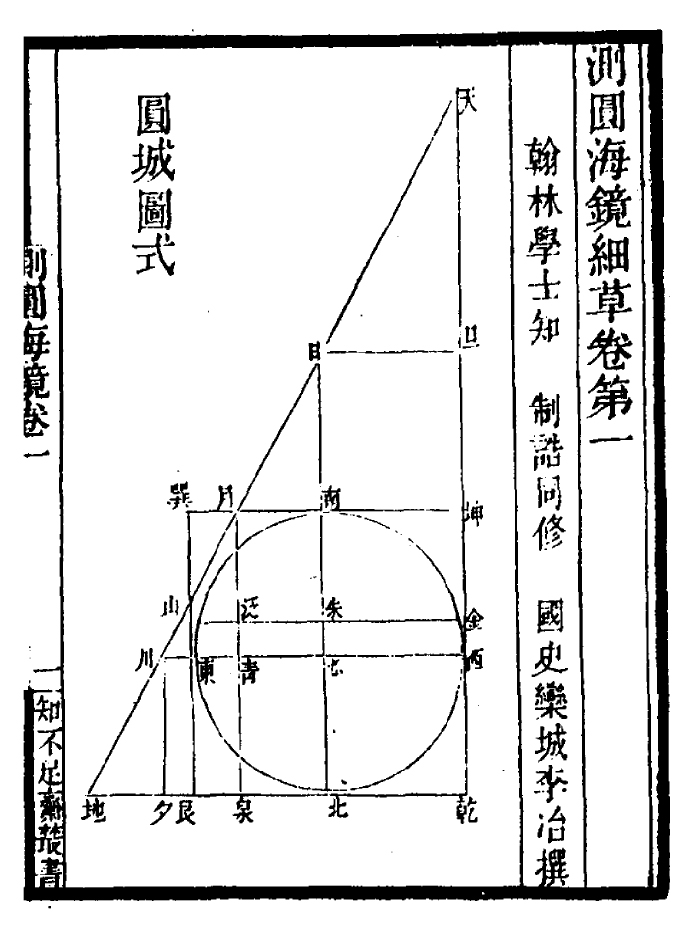
知不足斋丛书《测圆海镜》圆城图式

1303年，元代数学家朱世杰著成《四元玉鉴》，将「天元术」推广为「四元术」（四元高次联立方程），并提出「消元」的解法。朱世杰亦研究各有限项级数求和问题，而且在此基础上得到高次差的内插公式。

### 天文学與歷法
元世祖至元十七年（1280年），郭守敬与王恂等完成编制《授时历》。《授时历》以365.2425天为一年，与地球绕太阳一周的实际时间只有26秒的差距。制订《授时历》时，列出了三次内插公式（招差法），还使用“垛垒、招差、勾股、弧矢之法”计算。《授时历》通过三年多的两百次测量计算，采用365.2425日作为一个回归年的长度。这个数值与现今世界上通用的公历值相同，比欧洲《格里曆》的编制早了三百年。
元代天文学家赵友钦著有《革象新书》。

#### 宣夜说的發展
元代學者邓牧认为在无限的虚空中有无限多的天地，「天地大也，其在虚空中不过一粟而已耳」（《伯牙琴》），与三百年后意大利哲学家布鲁诺的宇宙无限论如出一辙。

### 医学
元朝医学出现了四大学派。医药学在继承传统的基础上，兼收并蓄，互通有无。

### 科技與建築工程
元朝农学家王祯改进了活字印刷术，设计出木活字及转轮排字架，并于1298年用木活字排印《旌德县志》，其《造活字印书法》（附于《农书》书末）是最早的系统性介绍活字排版印刷术的科技文献。此外，王祯又编著《农书》，有37卷，现存36卷，是中国古代一部对农业生产进行全面系统论述的著作。《农书》全书约有十三餘万字与300多幅图画，全文分为《农桑通诀》、《百谷谱》、《农器图谱》三大部分。《农桑通诀》包括对农、林、牧、副、渔及水利等各个方面的综合性论述，提出“顺天之时、因地之宜、存乎其人”的农耕思想。《百谷谱》对各种农作物的品种、特性、栽培、种植、收获、贮藏和利用等知识加以介绍，将农作物分为谷、蔬、果、杂等六大类，為中国农作物分类学奠基；而对于植物性状的描述，也是此前书籍不曾有过的。《农器图谱》则是《农书》的重点部分，该部分就田制、仓廪、舟车、灌溉、蚕桑、织纤、麻芒等分為20门类，详细介绍了257种农业机械，而且配绘图谱306幅并加以文字说明，其价值超过以往所有农业机械书籍。
1291年，天文学家郭守敬指挥修建元大都至通州的运河，當中有七座水闸，这七座水闸彼此相距约半公里的地方，又设计有斗门。郭守敬的設計是通过水闸和斗门的关闭与开放，调节运河各段的水位高低，引导船舶顺畅通过。工程竣工后，元世祖亲自将这段164里长的运河命名为 “通惠河”。

## 明代

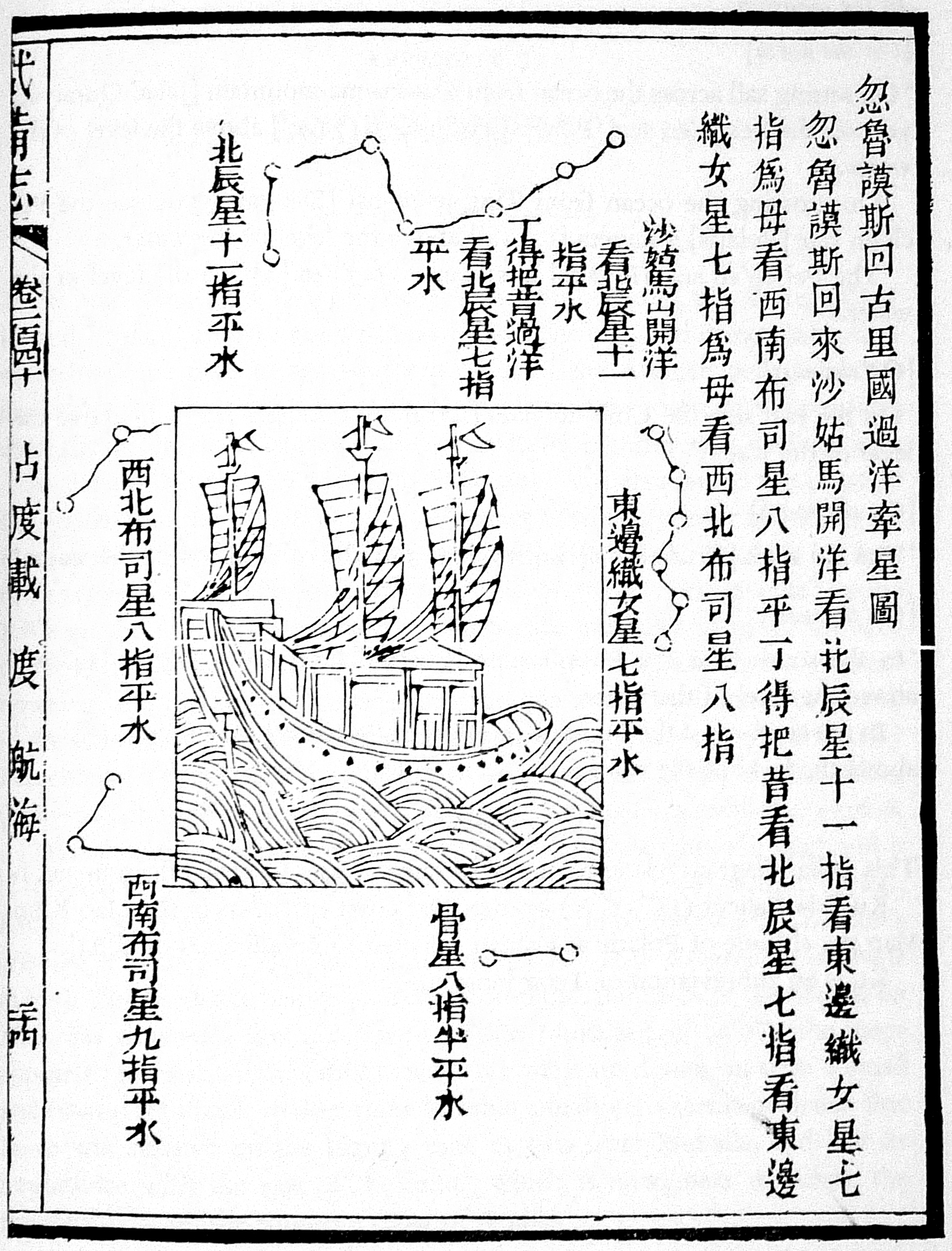
《郑和航海图》中，一幅题为「忽鲁谟斯国回古里国过洋牵星图」。

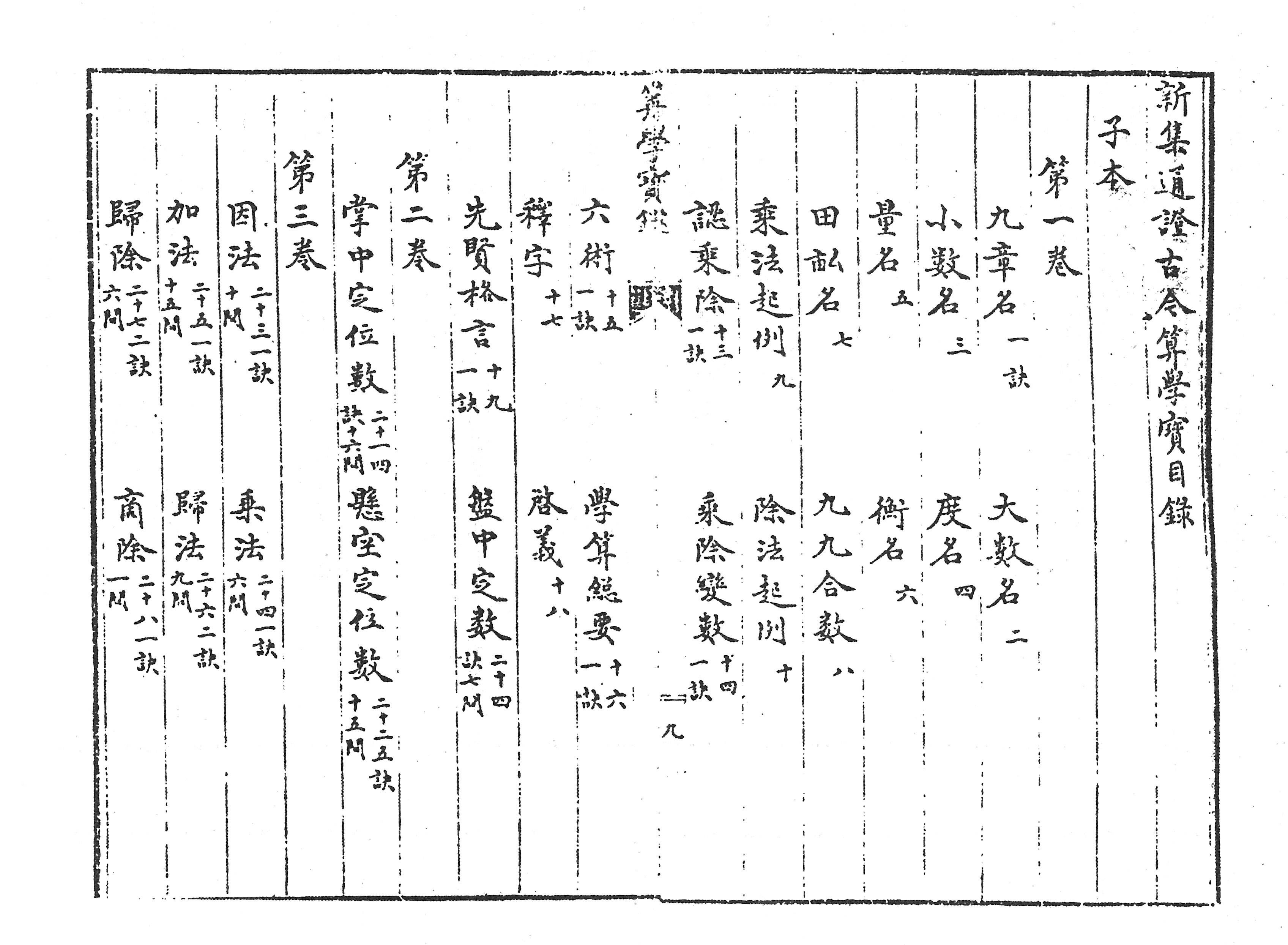
王文素《算学宝鉴》书影

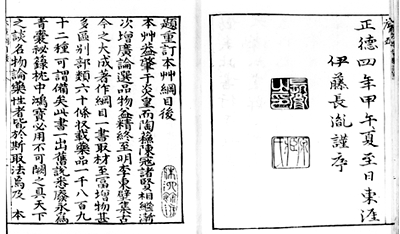
《本草纲目》金陵本

### 数学
明朝数学家王文素著作《新集通证古今算学宝鉴》，继承和发展了杨辉算学的精要，是中国历史上重要的算学理论著作，也是清代《数理精蕴》问世前中国最大的一部数学著作。数学家程大位写成集珠算理论之大成的著作《直指算法统宗》。又流傳有天文学著作《白猿献三光图》，载有一百三十二幅云图。明末数学家王锡阐著《晓庵新法》。

### 天文学
該時期流傳有天文学著作《白猿献三光图》，载有一百三十二幅云图。

#### 宣夜説的發展、地動宇宙模型
明代学者黃道周為說明歲差還提出過一種地動宇宙模型，在恆星天球內地球和日月五星繞共同的宇宙中心運轉，地球的公轉周期為23376年。

### 医学
医学方面，朱橚（周定王）、滕硕及刘醇编成《普济方》，李时珍著《本草纲目》，杨继洲著《针灸大成》，陈实功著《外科正宗》，吴有性著《瘟疫论》，张景岳著《类经》，
中国是世界上最早种痘预防天花的文明。1727年俞茂鲲《痘科金镜赋集解》中所写到的，“闻种痘法起于明朝隆庆年间（1567－1572年），宁国府太平县，姓氏失考，得之异人丹家之传，由此蔓延天下。至今种花者，宁国人居多，近日溧阳人窃而为之者亦不少。当日异传之家，今日尚留苗种，必须三金，方得一丹苗，买苗后一家因以获利。”而在1741年张琰的《种痘新书》中提到：“余祖承聂久吾先生之教，种痘箕裘，已经数代。”由所叙可知张琰之父是位种人痘专家，由乃祖所传，其祖又得之医家聂久吾，据考聂久吾即聂尚恒，隆庆六年(1572)生。由此看来，中国的人痘接种术，最迟在十六世纪或更早一些就已经发明了。
朱载堉著音律学著作《律吕精义》发明十二平均律，宋应星著《天工开物》。农学方面，明代植物学家朱橚的《救荒本草》，俞宗本著《种树书》，马一龙著《农说》，屠本畯著中国现存最早的海洋生物专著《闽中海错疏》，喻仁、喻杰合著兽医学著作《元亨疗马集》，徐光启著《农政全书》，玉米、地瓜、土豆、花生、烟草、西红柿、向日葵、南瓜、辣椒从美洲传入。地理学方面，编成《郑和航海图》，地理学家徐霞客著《徐霞客游记》，明末清初思想家顾炎武著《肇域志》、《天下郡国利病书》。造园家计成写成园林学著作《园冶》。
明初學者叶子奇指出:“草木一核之微,而色香臭味,花实枝叶,无不具于一仁之中。及其再生，一一相肖”，指出草木种子的重要性。後來學者王廷相更进一步指出，生物种的不变是由于“气种之有定”。他说:“万物巨细柔刚,各异其材；声色臭味,各殊其性,阅千古不变者，气种之有定也。」。

### 科技與發明

#### 晚明实用主義
晚明实学思潮造成这个时期学术文化的生机蓬勃，而且以强大的生命力延续到清初。更发展出博学派、经史派等流派，其多重视实用及自然科学的研究。晚明时期，数学、物理学、天文学、地理学、植物学、医学、声律学等诸多学科以及机械、冶金、农业、水利、等技术分枝都展开了大规模的科学总结和新的开创。明末清初的两位科学家王徵和黄履庄所分别发明的“自行车”、“双轮小车”，是自行车发明源自中国的有力證据。「自行车」一词最早出现在明末王徵所著的《新制诸器图说》一书当中。
军事方面，茅元仪著《武备志》，出版名著《火龙经》，赵士祯著《神器谱》，孙元化著《西法神机》，焦勖著《火攻挚要》，王钲编成中国第一部系统的机械工程专著《新制诸器图说》，戚继光著《纪效新书》、《练兵实纪》。1372年造碗口铳，1377年造手铳（小口径管形），14世纪末发明“神火飞鸦”，1453年造铜火铳（滑膛式），1524年在北京铸造佛朗机炮，16世纪中叶发明“火龙出水”，1558年造出中国第一批火绳枪一万支，称之为“鸟嘴铳”，1580年戚继光发明"自犯钢轮火"（其效类似地雷），1642年南京出现燧發槍。

## 清朝
清代考据学大兴。在文献学方面，有集全国之力完成的《古今图书集成》和《四库全书》，也有各个地方印行的小型地方志。中国现存地方志高达八千多种，其中明代有一千多种，清代有五千五百种。在十八世纪中叶到十九世纪中叶，对中国古籍进行了前所未有的总结。

### 醫學
清初，醫學家王清任著《醫林改错》，强调解剖学知识对医病的重要性，并对古籍中有关脏腑的记载提出了疑问，通过对尸体内脏的解剖研究，绘制成《亲见改正脏腑图》二十五种，改正了前人的一些错误。《医林改错》中共有25幅图谱。王清任把古人画错的和他自己改正的，作了对照。他纠正了古人认为肝有7叶，肺下有24行气孔和气管直入心脏的错误说法。他发现了气管有2个分支和小支气管， 同时他还发现了许多过去医书上从来没有提到过的重要器官，如腹主动脉(王称其为卫总管或气管)、上腔静脉(荣管即血管)、颈总动脉(左右气管)、肾动脉、肠动脉、幽门括约肌(遮食)、总胆管(津管)；胰脏、十二指肠的入口(津门)等。此外，他还发现了视神经，并指出视神经与脑的关系，从而叙述了对脑功能的看法。在怀胎、天花方面他都有精辟独到的认识。

### 天文学
天文学家王锡阐著《晓庵新法》、《五星行度解》等十几种天文学方面的著作，指出了當時天文学的错误，改良日食的算法、天文数据的应用、以及解決回归年的长度、岁差常数等问题。數學家明安图著有的《割圜密率捷法》四卷，以“割圆连比例法”证明割圆三法（圆径求周、孤背求正弦、弦背求正矢）的公式，並發明了「弧背求通弦」、「通弦求弧背」、「正矢求弧背」等一系列數學公式。數學家李善蘭獨立發明對數微積分，並在組合恆等式方面提出李善蘭恆等式。1872年發表了《考數根法》，是質數論方面最早的著作。

### 科技
軍事家龚振麟著有《铸炮铁模图说》，發明铁模铸炮法，是世界歷史上最早论述铁模铸造法的科技文献。1871年，上海大北水线电报公司选用6899个汉字，代以四码数字，成为中国最初的商用明码本，同时也设计了由明码本改编为密本及进行加乱的方法。

## 近代
至近代，中國科學漸見没落，經歷了一段再啟蒙時期，列强的科學傳統及成果傳到中國。在清末的洋务运动主张「中体西用」。以中国传统的思想、文化及制度为基礎，引进西方先进的科学技術，是为「中学为体，西学为用」。洋务运动的拥护者冯桂芬主張接受欧美思想为主的学术，提出「以中国之伦常名教为原本，辅以诸国富强之术」的主张。
據普林斯頓大學東亞研究所及歷史系榮休教授班傑明·艾爾曼考證，中國最早將「science」一詞翻作「格致」，直至甲午戰爭後才將「格致」改翻作「科學」。這場戰爭徹底改變了中國知識分子看待傳統學問——「格致學」的態度。持有堅船與利炮的北洋艦隊，竟然無法抵禦日本的攻勢而敗陣下來。日本在明治維新之後，大量翻譯西方著作，也創造出了「science」一詞對譯的日文科學。因此，這場戰役，可以說是日本的「科學」超越了中國的「格致學」。特別是在二十世紀之後，許多清廷派出赴日、美、英等地留學的留學生，見識到西方世界以及日本的國力、物力之後，紛紛主張廢棄中國傳統的「格致」之說，改取日本「科學」及其背後所代表的整個西方啟蒙、進步、改變的意義。這個轉變可以從胡適、陳獨秀所創辦的《新青年》雜誌得見。他們在這部雜誌上發表的文章，處處可見將「科學（science）」與「民主（democracy）」稱為賽先生、德先生，認為唯有提倡科學與民主才能夠拯救頹敗的中國。至此，「科學」已取代了「格致學」，成為我們認識現代意義science的中文翻譯詞彙。

## 现代

### 中华民国科技
中華民國科技以科技管理、醫療科技、化學工程、精密機器和電子軟體見長。

### 中华人民共和国科技
中華人民共和國于1949年成立中国科学院。1986年3月《高技術研究發展計劃（863計劃）綱要》获得批准。该计划根据中国本身的經濟實力，以「有限目標，突出重點」為方針，主要的科學研究集中在生物技術、太空技術、信息技術、雷射技術、自動化技術、能源技術和新材料領域。
中国密码学家肖国镇在其論文《频谱方法应用于禁相关组合函数的研究》中提出的关于组合函数的统计独立性概念，以及进一步提出的组合函数相关免疫性的频谱特征化定理，是為著名的「肖—Massey定理」，開辟了流密码的研究領域。此外，他提出的相关免疫性阶数与该函数的非线性次数之间的“折衷”不等式，被公认为是流密码研究的基本定理，为密码体制的分析与设计提供了依据。他又在《P值逻辑与纠错编码》一文中，首次尝试將沃爾什轉換及 Chrestenson Transform 应用在编码技术上。
随着中国工业的快速发展和经济的迅速增长，中國科學亦見起色。中国的专利数量自2000年以来出现大幅增长。据世界知识产权组织发布的数据，2011年，中国专利申请数量首次位列世界第一。随后三年，专利申请依旧保持其增长速度：2014年，中国专利申请总量达到83.7万件，超越美国的50万件，其后分别是日本（46.5万件）、韩国（23万件）和德国（17.9万件）。然而，中国在海外的专利申请数量，在2014年仅有3.67万件，占比不足5%。反观传统的专利强国美国、日本和德国，海外专利的申请量几乎占到各自申请总量的一半。通常，具有较大市场价值的发明才需要在国外申请专利保护，专利的海外申请数量是衡量经济和创新价值的國際性指标。尽管中国专利申请数量庞大，但专利质量并未同步提高。海外专利申请比重过低，说明中国专利申请的全球性及影响力还十分有限。
2014年中国经济网评出了“新中国十大科技成果”：1965年，中国首次人工合成了结晶牛胰岛素，使中国成为第一个合成蛋白质的国家。1964年10月，中国第一枚原子弹爆炸成功；1967年6月中国第一枚氢弹爆炸成功；1970年4月24日，中国成功发射第一颗人造地球卫星東方紅一號，称为“两弹一星”。1973年，陈景润发表了求证哥德巴赫猜想的论文。1973年，袁隆平发明了杂交水稻的育種技術。1988年，中国科学院高能物理研究所建造的北京正负电子对撞机首次实现正负电子对撞。2003，第一艘载人飞船神舟五号发射成功。2012年中国神舟九号与天宫一号空间手控交会对接成功。2005年1月，中国科考队登上南极冰盖最高点。2007年，嫦娥一号探测器从西昌卫星发射中心由长征三号甲运载火箭成功发射。2013年，嫦娥三号实现中国首次月面软着陆。2012年，中国载人潜水器蛟龙号在西太平洋的马里亚纳海沟下潜至7020米深度，创造世界作业型载人深潜的新记录。2014年，天河二号获得全球超级電腦排名冠军。
2015年9月，中国科学家屠呦呦因其在青蒿素治疗疟疾方面的杰出贡献，获得诺贝尔生理学或医学奖，这是中国本土科学家首次获得诺贝尔科学奖项。2016年8月，中国成功发射全球首颗量子科学实验卫星“墨子号”，开创了量子通信卫星的先河。2017年4月26日，中国自主设计建造的第一艘国产航母“山东舰”下水，标志着中国海军进入航母双舰时代。2018年12月8日，中国成功发射嫦娥四号探测器，2019年1月3日嫦娥四号实现人类探测器首次在月球背面软着陆并开展巡视探测。2020年12月，中国“天问一号”火星探测器成功发射，开启中国首次自主火星探测任务。2021年5月15日，“天问一号”成功着陆火星乌托邦平原，实现中国首次火星着陆探测。2021年6月，中国载人航天工程再次取得重大突破，神舟十二号载人飞船成功发射并与天和核心舱对接，三名航天员进驻中国空间站。2022年5月，中国成功完成全球首次大规模群体性新冠疫苗接种，标志着中国在抗击新冠疫情中取得重大胜利。2023年6月，中国成功发射“天宫”空间站实验舱“问天”，为中国空间站全面建成打下坚实基础。2024年5月，中国首款完全自主知识产权的量子计算机“九章二号”取得重大突破，实现量子优越性，这标志着中国在全球量子计算领域居于领先地位。

## 中外科学交流
北京大學哲學系教授吳國盛認為，中国的科学传统，与渊源于古希腊、古罗马的歐陸科學，以及伊斯蘭世界的科學，是各自独立发展。

## 相關书籍
- 李约瑟（Joseph Needham）等：《中国科学技术史》1-7卷
- 陈美东 等：《简明中国科学技术史话》，中国青年出版社

- 陳方正：〈從體與用看中國古代科學（页面存档备份，存于）〉。
- 黃一農：〈中國科技史研究的新挑戰〉
- 孫小淳：〈試論中國古代科學的社會、文化史研究〉。
- 孙小淳：〈中国古代科学的“诗性”与“礼性”（页面存档备份，存于）〉。
- 劉翠溶：〈中國科技發展的歷史分析（页面存档备份，存于）〉。
- 艾爾曼（Benjamin A. Elman）：〈從前現代的格致學到現代的科學（页面存档备份，存于）〉。
- 艾尔曼：〈为什么Mr．Science中文叫“科学”（页面存档备份，存于）〉。
- 楊翠華：〈席文（Nathan Sivin）對科學革命及中國科學史研究的見解（页面存档备份，存于）〉。
- 川原秀城：〈日本的中国科学史研究（页面存档备份，存于）〉。

## 外部連結
- 中国科学院自然科学史研究所
- 中国科学技术史学会
- 中国科学技术协会（页面存档备份，存于）